# Medghassen
Medghassen o Imedghassen és un curiós monument de pedra a la província de Batna, a 9 quilòmetres d'Aïn Yagout i 35 de Batna, i prop de la carretera d'aquesta última a Constantina. Impròpiament també se la coneix per la denominació de tomba de Sifax. Els indígenes l'anomenen Kobr Madrus o tomba de Madrus. Té 18 m d'alçada per 176 de circumferència en la base i 40 en la plataforma superior, i el constitueixen una sèrie de 24 grades circulars, que van disminuint de la base al cim i que de lluny s'assembla a un turó. Segurament fou construït en els primers temps de la dominació romana a l'Àfrica, i ofereix molta analogia amb la tomba de Cristiana, prop de Sersell, que serví de monument funerari a la família de Juba II rei de Mauretània. El Medghassen se suposa que el manà construir Micipsa, en el qual reberen sepultura la família dels reis de Numídia.